# Nadolnik (Chodzież)
Pour l’article homonyme, voir Nadolnik (Sainte-Croix).
Nadolnik est une localité polonaise de la gmina de Szamocin, située dans le powiat de Chodzież en voïvodie de Grande-Pologne.